# El Morro (El Rodadero)
El es un islote situado en el mar Caribe, en la bahía a la ciudad de Santa Marta, Colombia.  

## Características
El Morro se encuentra frente al cerro Ziruma, a un kilómetro de la punta Cabeza de Negros, al sur de la bahía de Santa Marta.